# Malapteruridae
Cá trê điện là tên thông thường của họ Malapteruridae. Họ này bao gồm hai chi, Malapterurus và Paradoxoglanis với 19 loài. Một số loài họ này có khả năng tạo ra một cú sốc điện lên đến 350 volt. Loài này có ở vùng nhiệt đới Châu Phi và sông Nile. Nó thường sống về đêm và thức ăn chủ yếu là các loài cá khác, gây choáng con mồi với phóng điện. Chúng có thể phát triển dài đến 39 inch.